# Париж — Труа 2024
66-й выпуск  Париж — Труа — шоссейной однодневной велогонки, проходящей по дорогам между французскими городами Провен и Труа. Гонка прошла с 20 мая 2024 года в рамках Европейского тура UCI 2024. Победу одержал австралийский велогонщик Лиам Уолш.

## Участники
В гонке приняло участие 22 команды среди которых 11 команд континентальных.
| UCI Continental Teams (10)- Équipe continentale Groupama-FDJ - Team Ecoflo Chronos - XSpeed United Continental - BHS-PL Beton Bornholm - Team Storck-Metropol Cycling - Team BridgeLane - Biesse-Carrera - P&S Metalltechnik Benotti - Rad-Net Oßwald - Tudor Pro Cycling Team U23 Национальная сборная- Швейцария Любительские, клубные или региональные команды (11)- UV Aube-Club Champagne Charlott - CC Nogent-sur-Oise - Club Cycliste d'Étupes - SCO Dijon - VC Villefranche Beaujolais - AVC Aix-en-Provence - AC Bisontine - Paris Cycliste Olympique - VC Unité Schwenheim - Hexagone-Corbas Lyon Métropole - Team N'side |
| |

## Маршрут
Дистанция гонки составила 180 километров.

## Ход гонки
После безуспешных попыток спровоцировать отрыв, представители команды BridgeLane сделали ставку на спринт для Лиама Уолша или Тристана Сондерса, что им удалось реализовать. В результате Лиам Уолш стал первым на финише.

## Результаты
| \| Генеральная классификация \| Генеральная классификация \| Генеральная классификация \| Генеральная классификация \| Генеральная классификация \| \| Гонщик \| Гонщик \| Команда \| Время \| \| \| ------------------------- \| ------------------------- \| ------------------------- \| ------------------------- \| ------------------------- \| \| 1-й \| Лиам Уолш \| Team BridgeLane \| 4ч 03' 11 \| \| \| 2-й \| Эммануэль Хуку \| AVC Aix-en-Provence \| + 0 \| \| \| 3-й \| Тобиас Мёллер \| Rad-Net Oßwald \| + 0 \| \| |                |                     |           |
| |                |                     |           |
| Источник: ProCyclingStats |                |                     |           |
| Генеральная классификация |                |                     |           |
| Гонщик | Гонщик         | Команда             | Время     |
| 1-й | Лиам Уолш      | Team BridgeLane     | 4ч 03' 11 |
| 2-й | Эммануэль Хуку | AVC Aix-en-Provence | + 0       |
| 3-й | Тобиас Мёллер  | Rad-Net Oßwald      | + 0       |